# Renault Vel Satis
Renault Vel Satis var en bilmodel fra personbilsafdelingen af Renault.
Vel Satis afløste Renault Safrane i 2002, og fik et facelift i 2005. Modellen var baseret på samme platform som den mindre Renault Laguna.
Motorprogrammet omfattede benzin- og dieselmotorer med 4 og 6 cylindre og effekt fra 139 til 241 hk.
Vel Satis' konkurrenter var hovedsageligt Fiat Croma, Opel Signum og SEAT Toledo.[kilde mangler]
Produktionen af Vel Satis ophørte i 2009. En afløser er ikke kommet på markedet endnu.